# Xã Pleasant Valley, Quận Saline, Kansas
Xã Pleasant Valley (tiếng Anh: Pleasant Valley Township) là một xã thuộc quận Saline, tiểu bang Kansas, Hoa Kỳ. Năm 2010, dân số của xã này là 404 người.